# Józef Król
Józef Król (ur. 17 grudnia 1945 Półwsi, zm. 30 kwietnia 2011) – prof. dr hab. nauk humanistycznych w zakresie psychologii, mgr teologii, polski duchowny katolicki.

## Życiorys
Urodził się w obecnej dzielnicy Opola Półwieś. W latach 1963–1969 podobnie jak starszy brat Ginter studiuje teologię w Wyższym Seminarium Duchownym w Nysie. Święcenia kapłańskie przyjął 15 czerwca 1969. Habilitował się w 1990 na Katolickim Uniwersytecie Lubelskim. Stopień profesora uzyskał w 2002. Specjalizował się w antropologii, psychologii pastoralnej i psychologii społecznej. Był kierownikiem Katedry Katechetyki, Pedagogiki i Psychologii Religii Wydziału Teologicznego Uniwersytetu Opolskiego. Był także kapelanem Zakładu Karnego w Nysie i sędzią Sądu Biskupiego w Opolu.

## Publikacje
- Psychologiczne aspekty badania fenomenu religii. Podstawy teoretyczno-metodologiczne (2002) ISBN 83-88939-04-1,
- Postawy rodzicielskie, poziom samoakceptacji a pojęcie Boga (1990).